# Западный Роман-Шор
Западный Роман-Шор — река в России, протекает по Юсьвинскому и Ильинскому районам Пермского края. Устье реки находится в 5,7 км по правому берегу реки Роман-Шор. Длина реки составляет 11 км.

## Данные водного реестра
По данным государственного водного реестра России относится к Камскому бассейновому округу, водохозяйственный участок реки — Кама от города Березники до Камского гидроузла, без реки Косьва (от истока до Широковского гидроузла), Чусовая и Сылва, речной подбассейн реки — бассейны притоков Камы до впадения Белой. Речной бассейн реки — Кама.
Код объекта в государственном водном реестре — 10010100912111100009158.